# 羽織

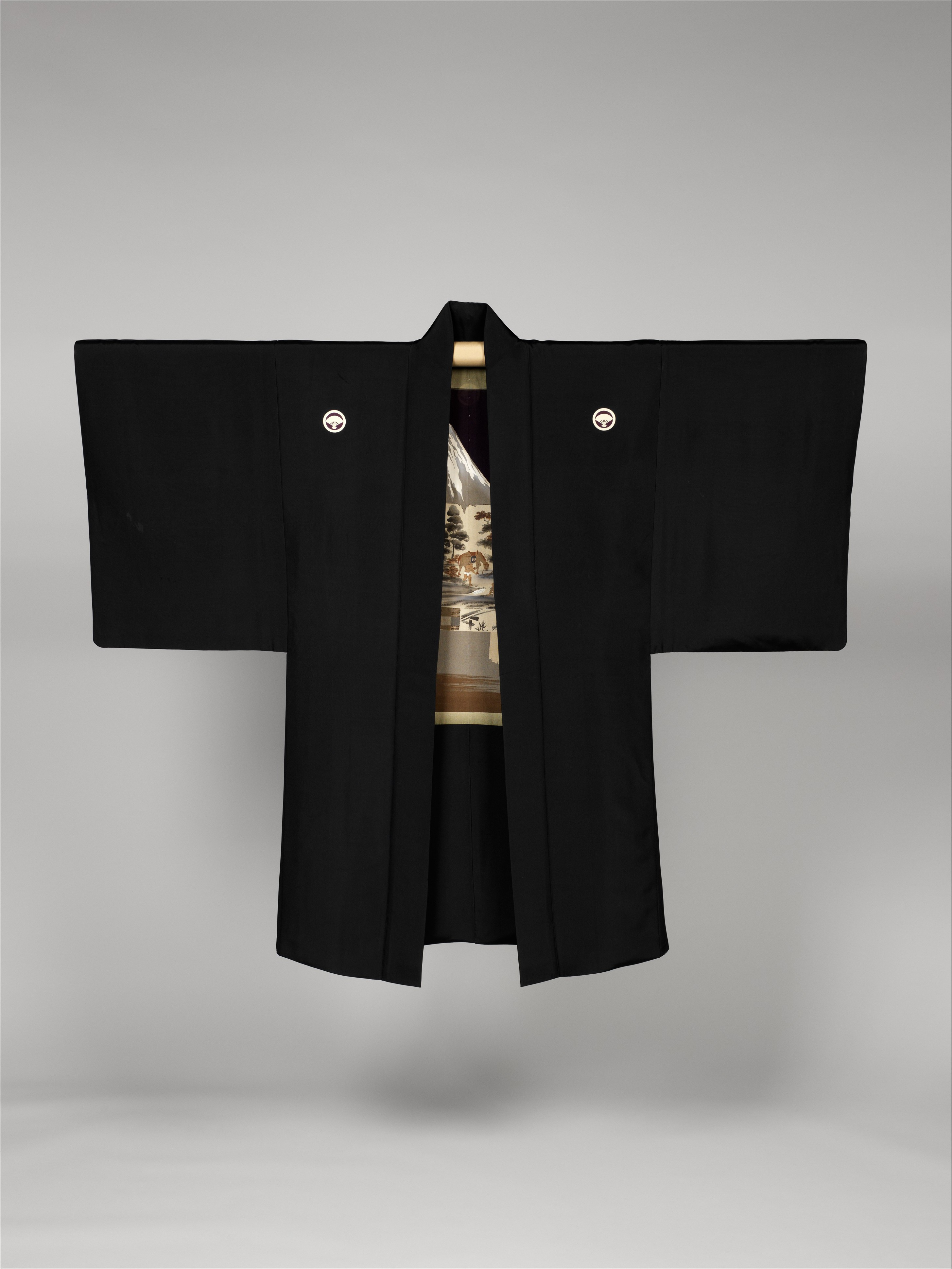
黒平絹地富士図羽織（20世紀初頭）

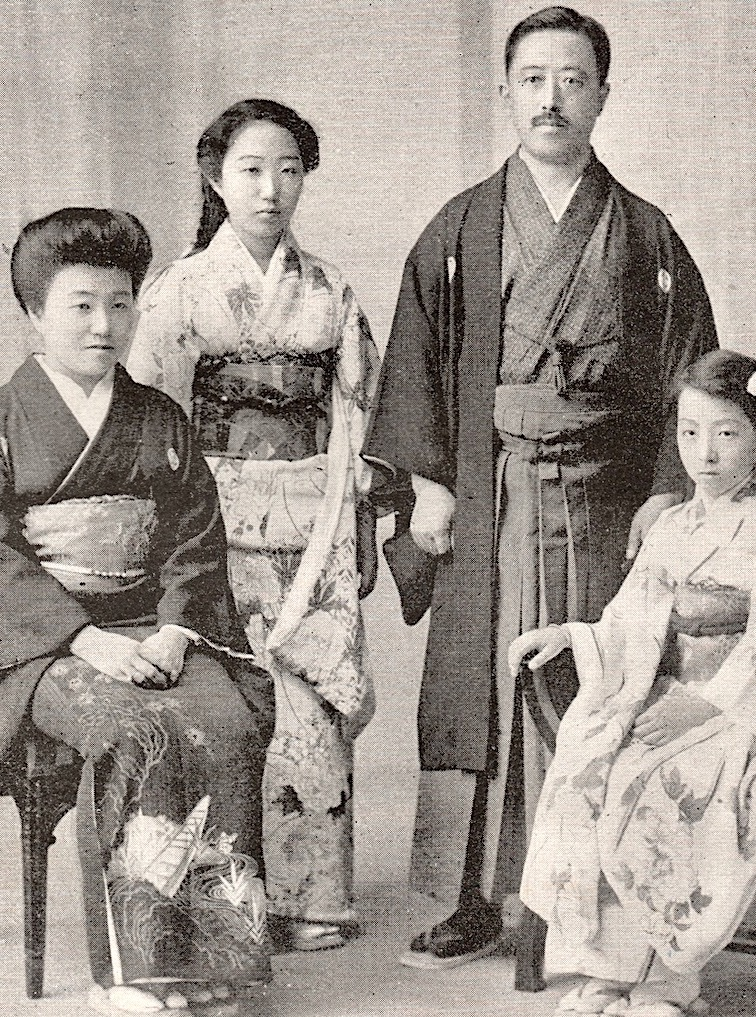
1920年の正装の家族写真。男性は紋付羽織

羽織（はおり）は、丈の短い着物の一種。小袖の上から着る表衣である。羽織という織物の名称を語源とし、その動詞化として「はおる」の連用形がある。

## 概要
羽織の起源は定かではないが重ね着の様式に由来があるとされ、初期には埃よけとして用いられていた羽織が、様式化して正式な装いである羽織袴になったとされている。
その起源には諸説あるが、鶴氅裘（かくしょうきゅう、かくしょうい）という鶴や白鳥などの水鳥の羽根をふんだんに使用して撥水性をもたせた蓑のようなものを作り、裏地に堅い布を使用した古代の上衣を起源とするという伝承がある。もちろん水鳥の羽毛を集めて作らせるため非常に高価なものとなり、古代の貴人が大内裏に参内するときに雨や雪を防ぐための道行着であったが、その故事に倣って水鳥の柔毛を織り交えて作る雨具を羽織と呼んだことが起源とされる。そもそもは民話の「鶴の恩返し」や「絵本三国妖婦伝」で描写されるような鶴をはじめとした水鳥の羽根を交ぜ織りした白鳥織などのような織り地の名称であり、衣服の種類を表す名前ではなかった。
和装コートのような上着ではなく、洋装でいえばカーディガンのようなポジションであるため、男性・女性共に、室内で脱ぐ必要はない。
前身頃を完全にうち合わせることは構造的に不可能であり、前を紐で結ぶ点が特徴。この紐は、羽織の生地と共布で作られたものが縫い付けてある場合もあるが、通常は「乳（ち）」と呼ばれる小さな環状の布地もしくは金具に、専用の組み紐（羽織紐）を装着して使用する。古くは直接結び付けて装着していたが、現在では羽織紐の端に作られたループを乳に通して結びつける。また、「無双」と呼ばれる、ジュエリーストーンやとんぼ玉などを使って予め結んだ形に作ってある装飾性の高いものを使う場合は、S字状の金具を介して乳に引っかける。この紐をTPOや流行に応じて交換するのがおしゃれとされる。

## 男性と羽織

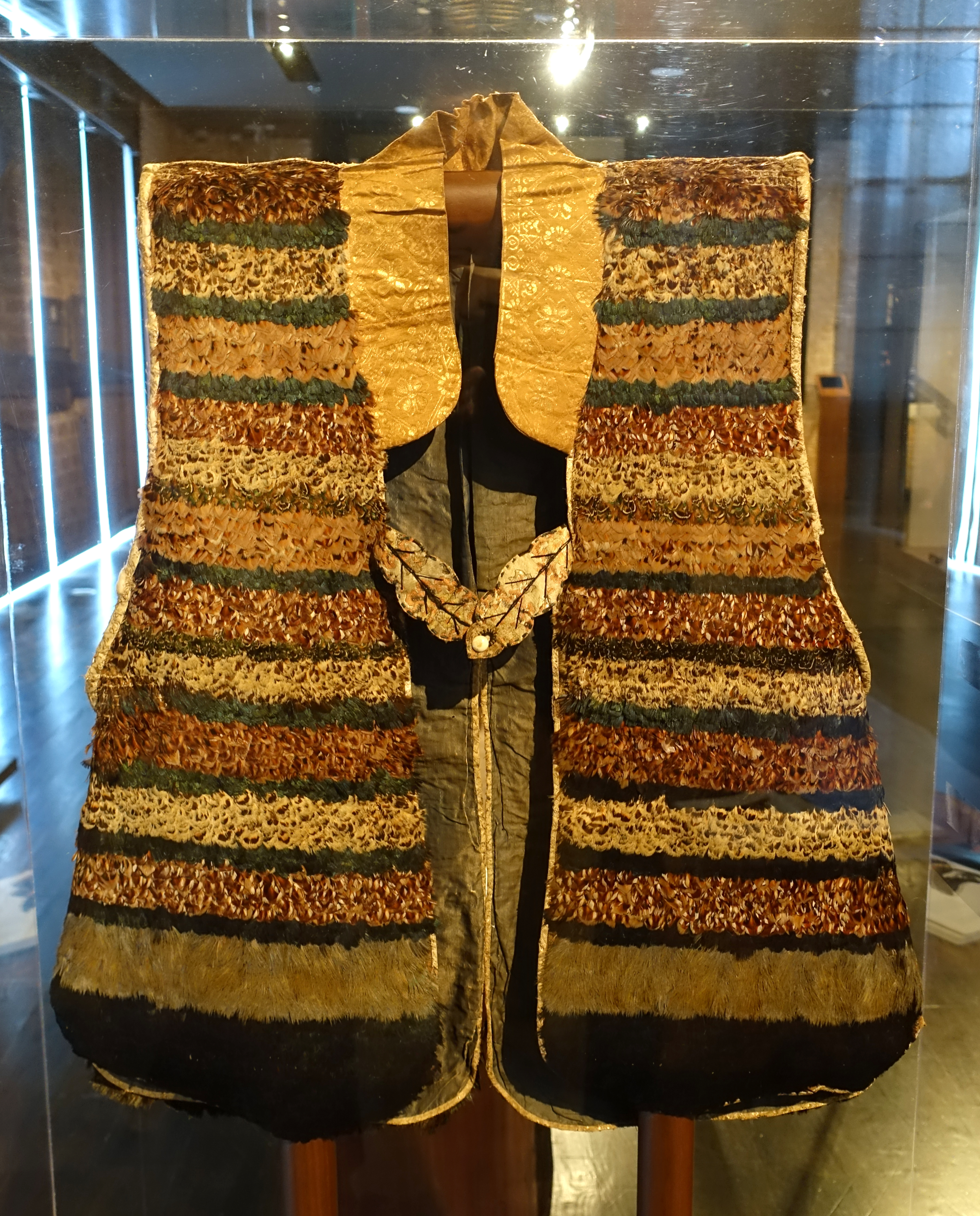
キジの羽根を用いた陣羽織（桃山から江戸初期・サムライコレクション蔵）

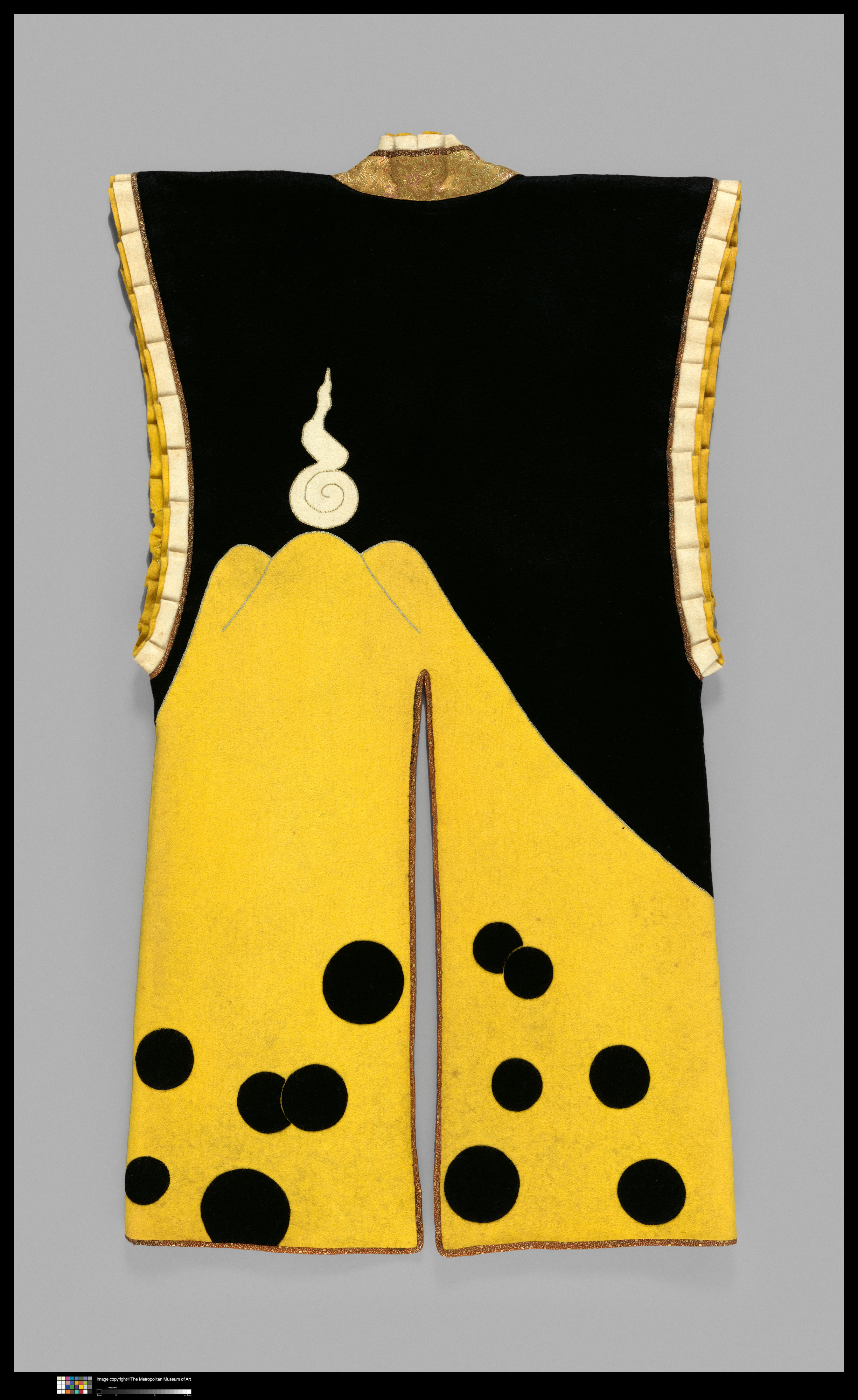
伝豊臣秀吉所用の「富士御神火文黒黄羅紗陣羽織」を参考に江戸時代に作られた陣羽織

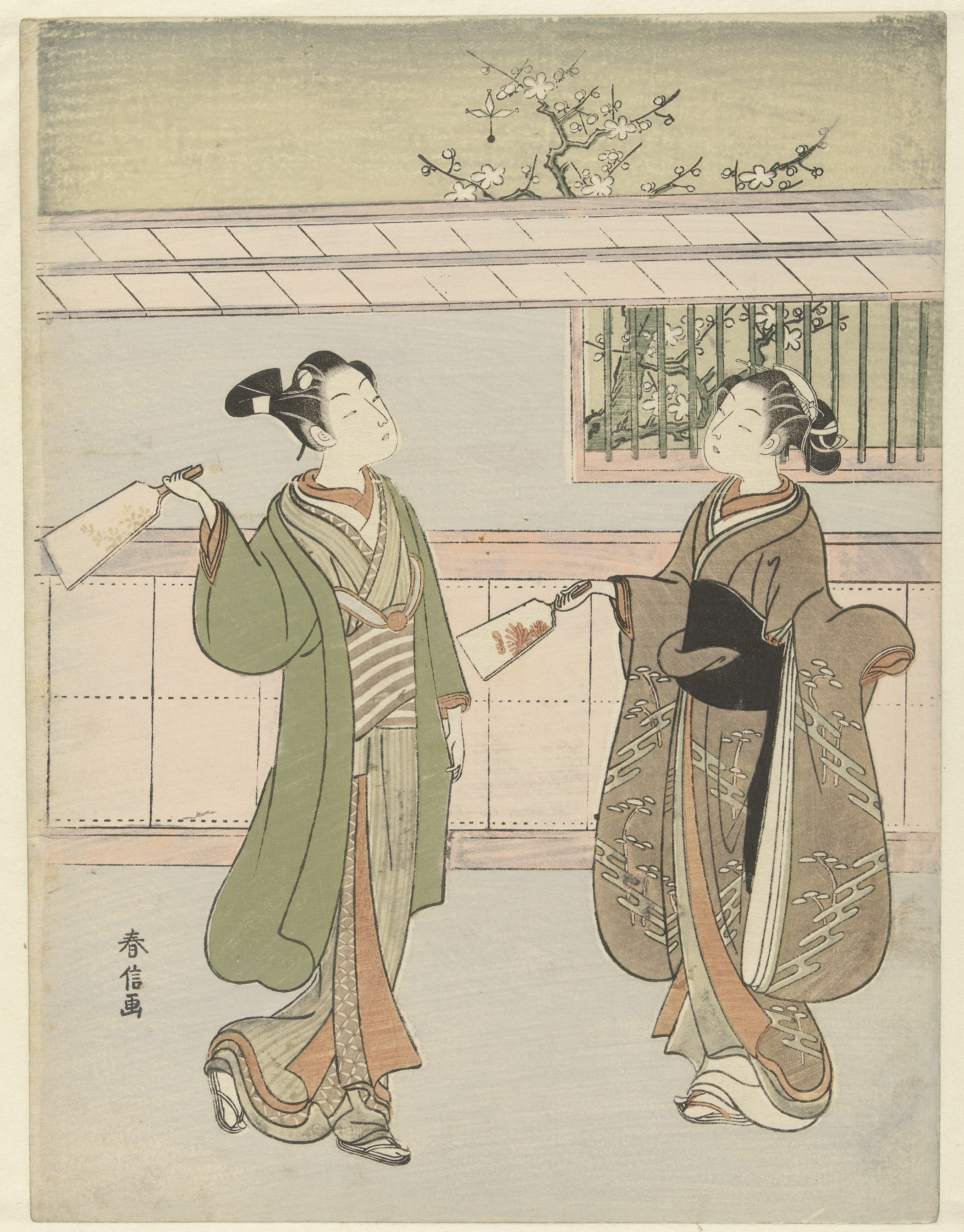
羽織を着た男性（左、江戸中期）鈴木春信画

羽織は武士が戦場での防寒着として甲冑の上から羽織った「陣羽織」から発達したとされ、礼服と防寒着を兼ねて着用されるようになった。

### 歴史
戦国時代には戦場での防寒着として流行し、有力な武将は様々な柄の陣羽織を着用していた。これは鎌倉時代の重厚な鎧から鉄砲戦に対応した機能本位で身軽な当世具足への変化を背景としており、羅紗などの豪華な布地を用い権威の象徴として自軍の大将や敵方の使者と対面する際にも礼服として着用した。これらの陣羽織の多くは袖が無く、乗馬のために背割れ、裾開きの仕立てが多かったが、南蛮人の服装を取り入れたと思われるマント型のものや袖付きのものなど多様であった。
江戸時代になってまず袴と組み合わせた「羽織袴」が様式化し、武士には日常着、町人には礼服となった。武士の公服としては裃があったが、町人では江戸前期には麻裃とともに羽織が公式の服装とされた。この礼服として用いられる羽織袴は地味な色調のものとなり、江戸中期になると黒紋付の羽織袴（紋付羽織袴）が最も正式な格式となった。また、着用している人の氏や素姓を示すため羽織や着物に紋を入れる風習が江戸時代に現れた。黒紋付の羽織袴が最も正式な格式になると同時に、無地、小紋、縞の順に略式の様式も序列化した。
ただ、羽織姿は百姓では村役など、商人では番頭格以上など着用が認められる者は限られていた。そのため男性用の着物は、村役以外の百姓では袖のない甚兵衛羽織（甚兵衛）、町家では前に紐のない窮屈羽織（袢纏）などが用いられた。
幕末には羽織袴姿は武士の公服となり、明治維新以降に裃が廃止されたこともあり、男子の礼装として普及していった。

### 神職の羽織
神職は白衣の上に黒紋付羽織を着用する。特に神職が外祭などで移動する場合は羽織が欠かせない。紋は神紋または家紋などを用い、無紋、一ツ紋、三ツ紋、五ツ紋のものがある。羽織紐は白を使うことが多い。袴は神事用の紫や白などの差袴を使用する場合がほとんどである。

### 十徳羽織
和服で長着の上からはおる外衣の一種。羽織に近い形状をしているが、生地に絽を用い、紐は地に縫い付け、腰の部分に襞をとってあるなど、独特の仕立てになっている。広袖とも呼ぶ。
江戸時代に入って医師、絵師、俳人、僧侶などの正装に定められた。現代でも町人系統の茶道において盛んに用いられる。

## 女性と羽織

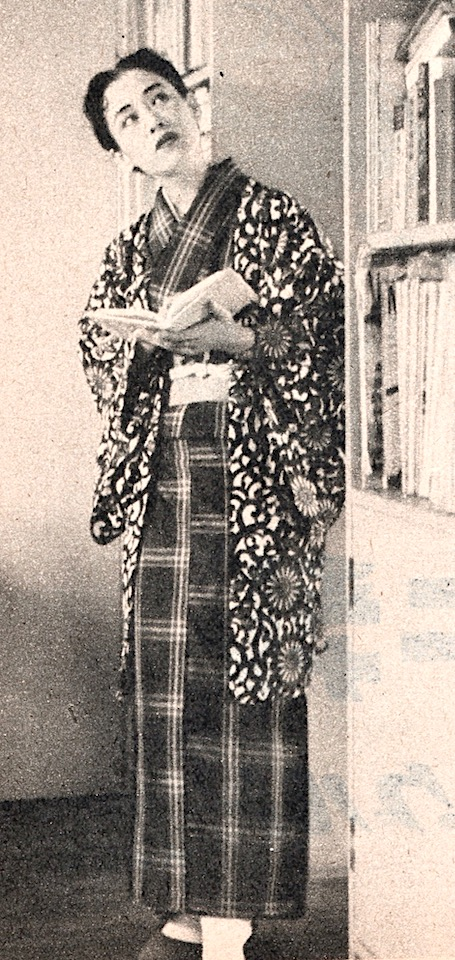
長羽織を着た女性（1956年）

羽織は陣羽織から発達したともいわれるように元来は男装であった。江戸中期頃には、いわゆる深川芸者（辰巳芸者）が羽織を着て名物になったという。
大正から昭和戦前期にかけて、女性が歌舞伎や茶会、同窓会、同好会などの社交の場に出るようになり、男物礼装だった羽織は女性の「おでかけ着」としても利用されるものとなった。
ただ、起源のためか、「防寒」という似たような用途に由来する打掛は結婚式でも使われる女性の正装であるが、羽織は未だに女性の正装として認められていない（後述する黒紋付羽織を除く）。
女性の羽織の丈には流行があり、明治から大正時代にかけては膝下までの長羽織、昭和30年代には帯が隠れる程度の短い羽織が流行った。その後、着物自体が日常に着られなくなったことから羽織は作られなくなっていたが、近年のアンティーク着物ブームにより、再び羽織が脚光を浴びるようになった。2000年代の流行は長羽織である。

### 黒紋付羽織

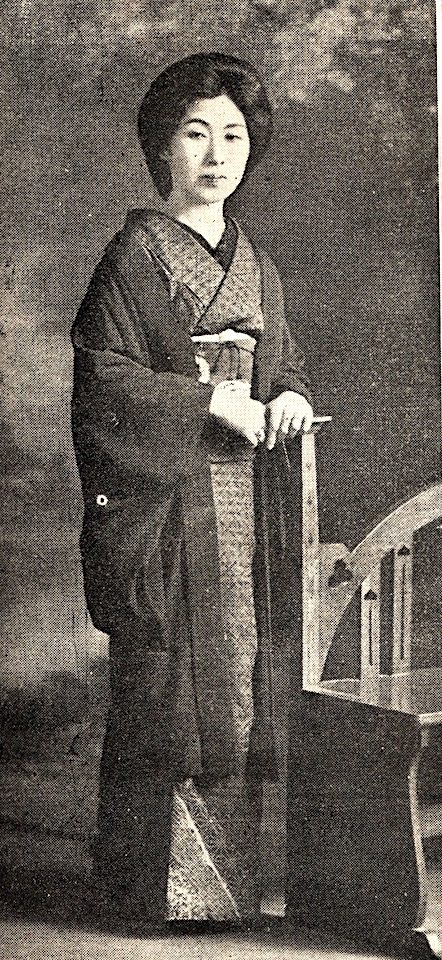
黒の紋付羽織を着た四王天延孝夫人（1920年）

明治時代から昭和50年代まで既婚女性に広く使われた羽織。男性の礼装としての紋付羽織は、黒紋付と色紋付だけであるが、女性の紋付羽織には、黒紋付と色紋付、反物の段階で羽織幅いっぱいに広がるような柄の入った絵羽羽織の3種類がある。背中側に紋を1個だけ染めた一つ紋や、加えて両後ろ袖にもつけた三つ紋のものなどがある。どんな着物でもこれを羽織れば礼装となるという扱いだったため、主婦には重宝された。黒の紋付羽織、黒の絵羽羽織は、昭和50年代までは子供の入学式や卒業式に付き添う母親の装いの定番であったが、その後は一気に衰退し、現在は滅多に見ることがない。

### 振袖の羽織
大正時代から昭和の初期にかけて、振袖が未婚女性のおしゃれ着として着用されることが流行した時期があった。この頃には振袖の羽織を振袖の上に着用することも行われた。振袖の打掛がヒントになったと思われる。現代では振袖に羽織を着用することはなく、上着を着る場合はコートである。

## 羽織ゴロ、羽織ヤクザ
明治時代、羽織は立派な着物の代名詞であった。このため、良い身なりをしていながらゴロツキのような行為をする者に対して「羽織ゴロ」という言葉が使われた（内田魯庵「社会百面相」など）。また、草創期の零細新聞社は、社会的影響力をもって脅迫まがいの行為を働くこともあったことから、新聞記者に対して「羽織ヤクザ」という言葉も使われた。